# Under the Sea
Under the Sea är en sång i Disneyfilmen Den lilla sjöjungfrun och är skriven av Alan Menken (musik) och Howard Ashman (text). Sången heter på svenska Havet är djupt. Den svenska texten är skriven av Ingela Forsman och sjungs av Per Myrberg. Under the Sea fick en Oscar för bästa sång.